# Caminho do Meio
O Caminho do Meio (em páli:  majjhimā paṭipadā; em sânscrito:  madhyamā-pratipad «majjhimā patipadā»; em tibetano: དབུ་མའི་ལམ། dbu ma'i lam; em chinês: 中道 zhōngdào; em japonês: 中道 chūdō) é o termo que Siddhartha Gautama usou para descrever o caráter do Nobre Caminho Óctuplo descoberto por ele e que leva à libertação. É um importante princípio orientador da prática budista.
No Budismo Mahayana, a maior das duas principais tradições do budismo existentes hoje em dia, o Caminho do Meio refere-se ao conhecimento sobre o vazio (śūnyatā) que transcende declarações opostas sobre a existência, isto é, os quatro extremos metafísicos da existência, inexistência, ambas e nenhuma das duas. Os principais mestres-filósofos indianos que escreveram sobre essa visão foram Nagarjuna, Aryadeva e Chandrakirti, entre diversos outros.
O Caminho do Meio tem outras várias definições:
- A prática de não-extremismo: um caminho de moderação e distância entre a auto-indulgência e o ascetismo, ou seja, se manter equidistante entre o rigor excessivo e a excessiva permissividade.[3]
- O meio-termo entre determinadas visões metafísicas;
- Uma explicação do nirvana (perfeita iluminação);
- Um estado no qual fica claro que todas as dualidades aparentes no mundo são ilusórias.

## Theravada
No Cânon Páli do budismo Theravada, a expressão Caminho do Meio é usada pelo Buda em seu primeiro discurso (o Dhammacakkappavattana Sutta) para descrever o Nobre Caminho Óctuplo, como o caminho para alcançar o nirvana, em vez de tomar extremos de austeridades e indulgência sensorial.
Mais tarde, a literatura páli também usou a expressão para se referir ao ensino do Buda conhecido como originação dependente, como uma visão entre os extremos de eternalismo e o niilismo.